# نوروز بهائي
النوروز (الفارسية: نوروز) هو أول يوم في التقويم البهائي، وأحد أيام العطلة البهائية الإحدى عشرة التي يحتفل بها أتباع الديانة البهائية. ويقع في الاعتدال الربيعي في النصف الشمالي للكرة الأرضية، أي في أو قريب من 21 مارس، وهو أيضاً رأس السنة الفارسية التقليدية.
يُحتفل بعيد النوروز التقليدي، الذي اشتُق منه العيد البهائي، منذ العصور القديمة في إيران، كما يُحتفل به في دول قريبة ثقافياً مثل أذربيجان، تركيا، أوزبكستان، تركمانستان، العراق، أرمينيا، جورجيا، روسيا، أفغانستان، باكستان، سوريا، وطاجيكستان. اعتمد الباب، مؤسس الديانة البابية، ومن بعده بهاء الله، مؤسس الديانة البهائية، هذا اليوم كعيد مقدس وارتبط لديهم بـالاسم الأعظم لله. العيد البهائي في حسابه الحالي لا يتطابق دائماً مع تاريخ العيد الفارسي التقليدي (وقد يختلف بيوم واحد)، ولا يشتمل على بعض التقاليد الثقافية الفارسية، بل يُعدّ مناسبة دينية تتخللها قراءات من الكتب المقدسة البهائية.
في عام 2025، يبدأ النوروز عند غروب شمس يوم الأربعاء 19 مارس وينتهي عند غروب شمس الخميس 20 مارس.

## الأهمية
أسس الباب التقويم البديع الذي يتكون من 19 شهراً، كل شهر يحتوي على 19 يوماً. الشهر الأول واليوم الأول من كل شهر يُدعيان بهاء، وهي كلمة عربية تعني "البهاء" أو "المجد". لذا فإن يوم النوروز، وهو أول يوم في السنة، هو يوم "بهاء" في شهر "بهاء". وقد وصف الباب هذا اليوم بأنه "يوم الله"، وارتبط في كتاباته بالشخصية الموعودة الذي سيظهره الله.
اعتمد بهاء الله، مؤسس الديانة البهائية والمُعترف به كشخصية موعودة من قِبل الباب، التقويم الجديد واستخدام النوروز كيوم مقدس. يأتي هذا اليوم بعد الصيام البهائي، وقد أوضح أن النوروز يرتبط بـالاسم الأعظم لله، وقد شرّعه عيداً لمن صاموا.
وقد جُعلت رمزية تجدد الزمن في كل دورة دينية أمرًا ملموسًا بوضوح من خلال كتابات الباب وبهاء الله والتقويم والعام الجديد. وقد شرح عبد البهاء، ابن بهاء الله وخليفته، أهمية النوروز من منظور فصل الربيع وما يجلبه من حياة جديدة. وأوضح أن الاعتدال الربيعي هو رمز للظهورات الإلهية، التي تشمل يسوع ومحمد والباب وبهاء الله، وأن رسالتهم كفصل ربيعي روحي، ويُحتفل بالنوروز تخليداً لذلك.

## التاريخ
حدّد بهاء الله في الكتاب الأقدس أن النوروز هو اليوم الذي يقع فيه الاعتدال الربيعي. وتحديد الوقت الدقيق للنوروز على مستوى العالم يعتمد على اختيار موقع معين على الأرض، وهو ما تُرك لهيئة بيت العدل الأعظم، الهيئة الحاكمة للبهائيين، لتقرره. في عام 2014، اختار البيت الأعلى طهران كنقطة مرجعية.
ونظرًا لأن اليوم البهائي يبدأ عند غروب الشمس، فإذا وقع الاعتدال قبل غروب الشمس بقليل، فإن اليوم الذي بدأ من غروب اليوم السابق يُعدّ يوم النوروز. ولهذا قد يقع النوروز في أي يوم بين 19 و21 مارس حسب التقويم الميلادي. وتُحسب هذه التواريخ مسبقًا لسنوات عديدة.

## الاحتفال

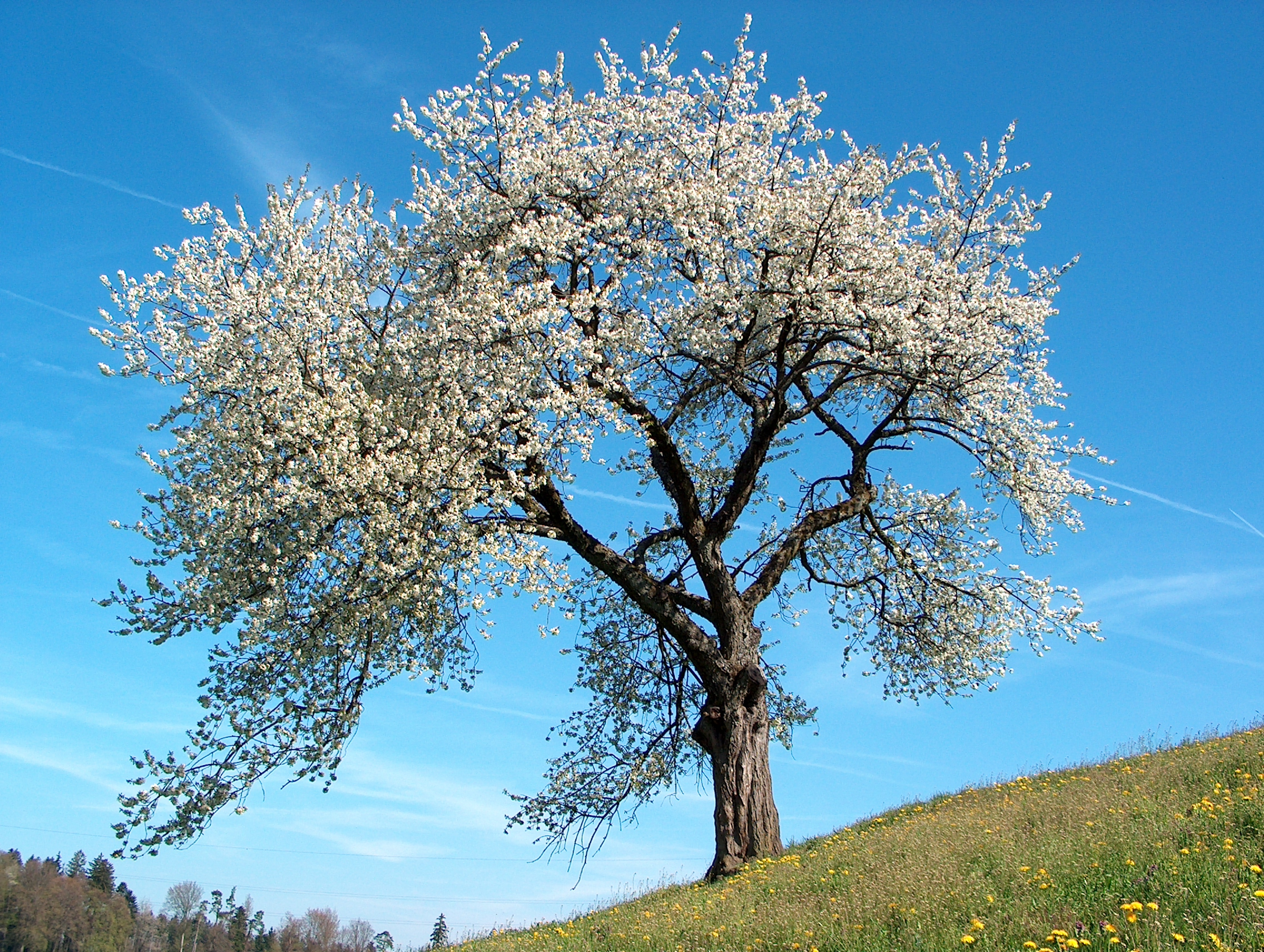
في النصف الشمالي للكرة الأرضية يمثل النوروز قدوم الربيع.

النوروز هو أحد أيام العطلة البهائية التسعة التي يُحظر فيها العمل والدراسة؛ وهو العيد الوحيد غير المرتبط بحياة الباب أو بهاء الله. غالباً ما يُحتفل به في أجواء احتفالية تشمل صلوات، موسيقى ورقص. وبما أن الصيام البهائي ينتهي في هذا اليوم، غالباً ما يُختتم الاحتفال بعشاء جماعي.
كما هو الحال في جميع الأعياد البهائية، لا توجد طقوس ثابتة محددة للاحتفال بالنوروز، بل يُحتفل به في جميع أنحاء العالم بحسب التقاليد المحلية. فقد يتّبع البهائيون الفرس بعض العادات الإيرانية مثل السينات السبع، بينما تقيم المجتمعات البهائية الأمريكية مثلاً عشاء جماعي مصحوباً بالصلوات والقراءات من الكتب المقدسة البهائية.

## للقراءة الإضافية
- المركز البهائي العالمي (2017). أيام الذكرى - مختارات من كتابات بهاء الله للأعياد البهائية
- وثائق مرتبطة على مكتبة البهائيين الإلكترونية